# Velilla de los Ajos
Velilla de los Ajos település Spanyolországban, Soria tartományban. Velilla de los Ajos Maján, Nolay, Bliecos, Serón de Nágima és Cañamaque községekkel határos. Lakosainak száma 15 fő (2024).

## Népesség
A település népessége az elmúlt években az alábbi módon változott:
| Lakosok száma | 43   | 41   | 37   | 36   | 31   | 27   | 21   | 20   | 18   | 15   |
|               | 2001 | 2004 | 2007 | 2009 | 2012 | 2014 | 2017 | 2019 | 2022 | 2024 |